# Petelia larentiata
Petelia larentiata là một loài bướm đêm trong họ Geometridae.